# Glumiflorae
Plewowce (Glumiflorae) – rząd roślin jednoliściennych wyróżniany w dawnych systemach klasyfikacyjnych. Takson ten grupuje rośliny o trawiastym pokroju i bezokwiatowych (lub z okwiatem włoskowatym) kwiatach.
W systemie Englera Glumiflorae dzielono na dwie rodziny: trawy (Gramineae) oraz turzycowate (Cyperaceae). Taki pogląd związany był z przeświadczeniem, że budowa ich kwiatów przystosowana do wiatropylności jest cechą pierwotną. W innych systemach, np. Wettsteina Glumiflorae były taksonem monotypowym obejmującym jedynie rodzinę traw. Jest to związane z przekonaniem, że podobieństwo pokroju ogólnego, a zwłaszcza kwiatów traw i turzyc jest cechą wtórną – efektem konwergencji dwóch linii ewolucyjnych wywodzących się z pierwotnych Liliiflorae (liliowców w dawnym ujęciu) zapylanych przez zwierzęta. W mniej popularnych systemach Glumiflorae miały rangę podklasy obejmując rzędy Restionales i Graminales.
We współczesnych systemach nazwa Glumiflorae jest rzadko stosowana, a polska nazwa plewowce bywa synonimem rzędu wiechlinowców lub rodziny wiechlinowatych (tj. traw).